# ۱۰۶۶ (بازی ویدئویی)
بازی  ۱۰۶۶  (به انگلیسی: 1066) از سری بازی‌های ساخته شده برای مرورگرهای اینترنتی می‌باشد. این بازی در سال ۲۰۰۹ و توسط شرکت پریلودد  تولید و توسط شرکت کانال چهار تلویزیون  منتشر گردید. این بازی در ژانر استراتژی، تاریخی و برپایه فلش تولید گردیده‌است.

## داستان بازی
این بازی بر اساس یکی از وقایع مهم تاریخی انگلستان در سال ۱۰۶۶ میلادی می‌باشد و طی آن ماجراهای نبرد هیستینگز  به صورت بازی پیش روی بازیباز قرار می‌گیرد.

## گیم‌پلی
این بازی به صورت استراتژی نوبتی  و برای مرورگرهای اینترنتی برپایه مدیای فلش طراحی گردیده. بازیباز در این بازی حق انتخاب یکی از سه ارتش : آنگلوساکسون ها، نورمان‌ها و وایکینگ‌ها را دارد. بعد از انتخاب هر ارتش سناریوی مخصوص به آن در اختیار بازیباز قرار می‌گیرد که داستان بر طبق آن پیشرفت خواهد کرد. گروه‌های ویژه‌ای مانند : کمانداران، نیزه داران، سواره نظام و ... برای هر ارتش وجود دارند و هر گروه قابلیت‌ها و مهارت‌های حرکتی و هجومی خاص خود را دارا می‌باشند(برای مثال کمانداران قابلیت حمله از راه دور را دارا هستند). هر بازیباز در ابتدای نوبت خود می‌تواند گروه‌های ارتش خود را فرماندهی کند، به‌طور مثال دستور حمله یا تقویت نیروهای خودی را صادر کند. در این بازی شخص بازی‌کننده کنترل مستقیم بر حمله ندارد ولی با استفاده از بعضی قابلیت‌ها می‌تواند امکان پیروزی در نبردها را افزایش دهد (مانند : حمله از جناحین یا پشت سر، رجز خوانی برای سپاه حریف تا منجر به تضعیف روحیه آنان شود و ...)

## مشخصات فنی
- گرافیک :  این بازی برپایه مدیای فلش ساخته شده. صفحه بازی به دوقسمت تقسیم گردیده. قسمت بالای صفحه بازی نیروها و صحنه‌های بازی از کنار نمایش داده می‌شوند و قسمت پایینی صفحه پانل کنترلی بازی و یک نقشه کلی از موقعیت و دیگر اطلاعات در مورد نیروها می‌باشد.